# 15071 Галлерштайн
15071 Галлерштайн (15071 Hallerstein) — астероїд головного поясу, відкритий 24 січня 1999 року.
Тіссеранів параметр щодо Юпітера — 3,421.